# Trithyris rubralis
Trithyris rubralis là một loài bướm đêm trong họ Crambidae.